# 上游水库 (阿拉尔)
上游水库，位于中华人民共和国新疆维吾尔自治区阿拉尔市市区西南50千米，是一座大（2）型灌注式平原水库，因位于塔里木河干流段最上游而得名。水库原属于阿瓦提县，阿拉尔市成立后划归阿拉尔市管辖。水库由新疆生产建设兵团农业建设第一师于1960年建成蓄水，原为叶尔羌河上的一座拦河水库，后因叶尔羌河下泄洪水不正常且水质较差，改为从阿克苏河上的塔里木引水枢纽南干渠引阿克苏河水蓄库。水库原设计库容1.2亿立方米，1985年经除险加固后，库容增加至1.8亿立方米。大坝为均质土坝，坝长56.59千米。水库放水渠穿越和田河与胜利水库连接，两库联动，可有效灌溉2.47万公顷耕地。水库富渔业资源。